# Nassella pubiflora
Nassella pubiflora là một loài thực vật có hoa trong họ Hòa thảo. Loài này được (Trin. & Rupr.) É.Desv. mô tả khoa học đầu tiên năm 1853.